# Triumph TR4A
El Triumph TR4A es un automóvil deportivo construido por Triumph Motor Company en su fábrica de Coventry, Reino Unido, entre 1965 y 1967.
Fue una evolución del estilo marcado por Giovanni Michelotti en el TR4. El automóvil había sido recibido favorablemente tanto por su rendimiento general como por sus muchas comodidades, pero criticado por la dureza de su conducción. El sistema de transmisión Hotchkiss del TR4 fue reemplazado por una suspensión independiente trasera, indicada por una insignia con el rótulo "IRS" (de independent rear suspension en inglés) pegada en la parte trasera del vehículo.

## Cambios respecto al TR4

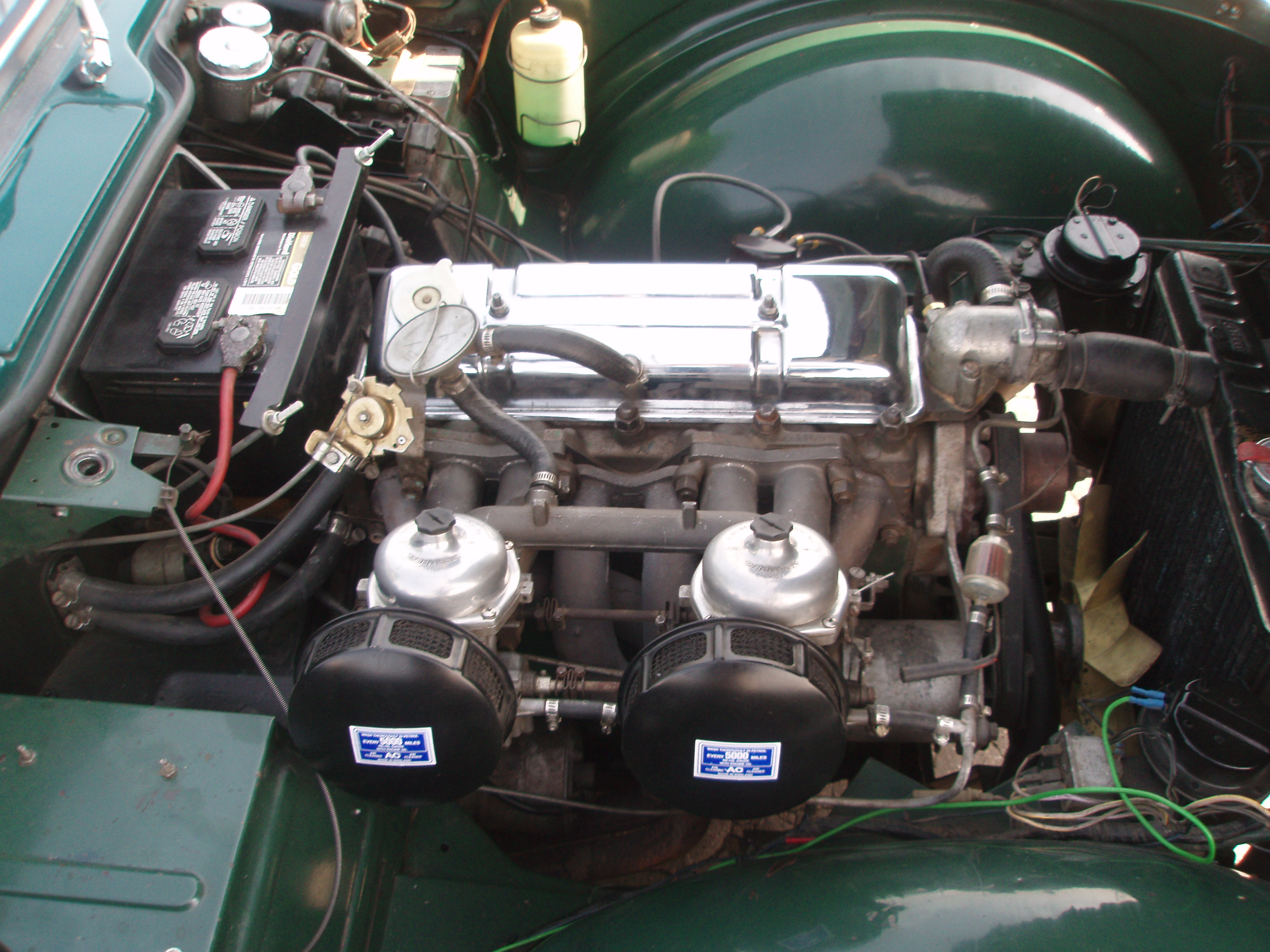
Motor del TR4A

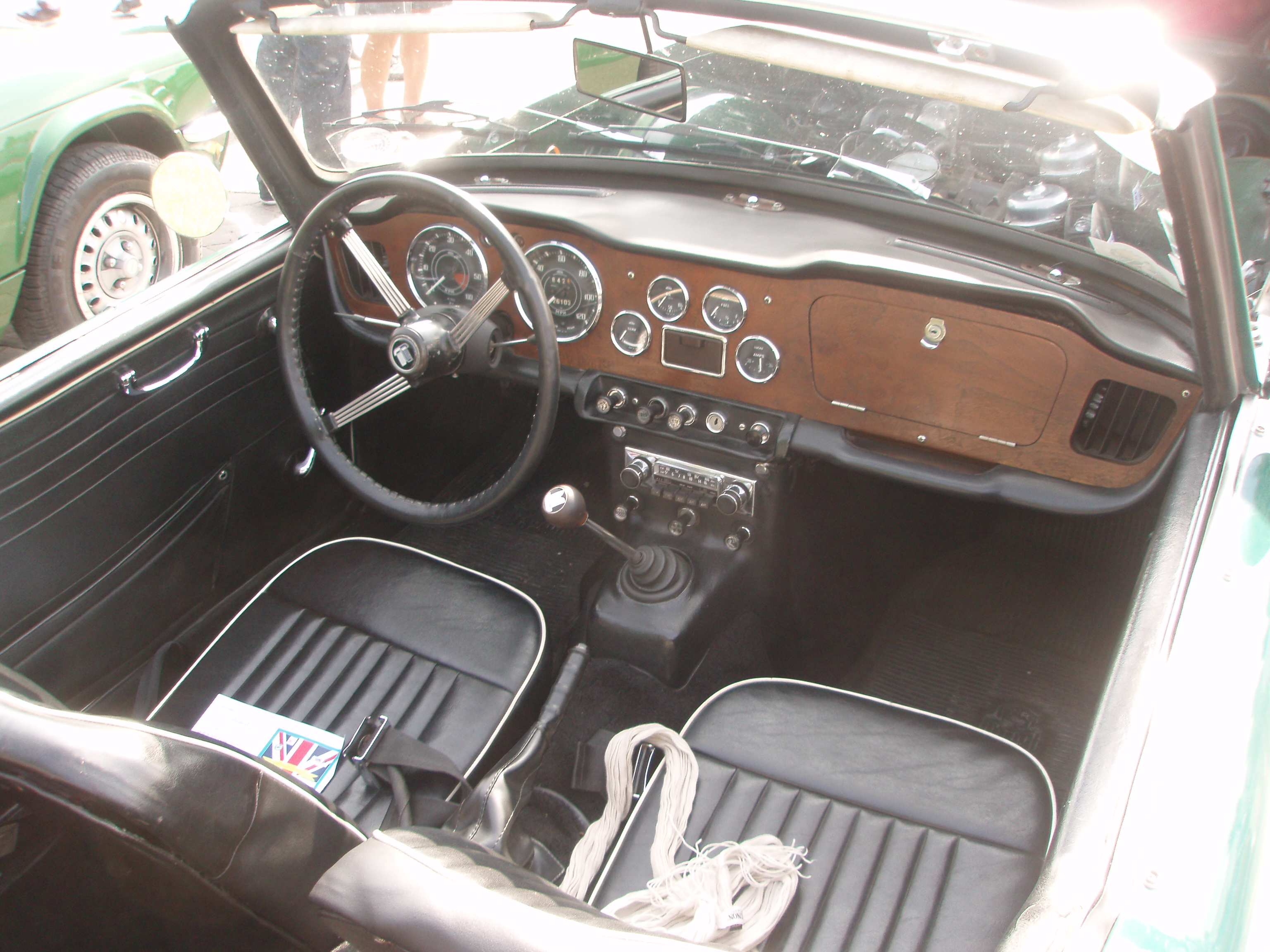
Interior

La nueva suspensión trasera era un sistema de brazo de semi-arrastre con resortes helicoidales y amortiguadores de palanca. Este sistema se parecía más al del Triumph 2000/2.5PI/2500 que a los sistemas de eje oscilante utilizados en el Herald o el Spitfire. El chasis fue rediseñado para acomodar la nueva suspensión en la parte trasera, con cambios extensos en los largueros y refuerzos cruzados. El rediseño tuvo el efecto deseado, y la prensa especializada comentó la comodidad de conducción mejorada, aunque en algunos casos se criticó que la conducción del automóvil no había mejorado.
Las revisiones del chasis dieron como resultado un automóvil aproximadamente 22 mm (0,9 plg) más ancho que el TR4, aunque la longitud y la altura no se vieron afectadas. La distancia entre ejes era 3 mm (0,1 plg) más corta. La vía delantera se mantuvo sin cambios, mientras que la vía trasera creció en 13 mm (0,5 plg) con el IRS. El coche era 50 kg (110,2 lb) más pesado.
Aunque se pensó tanto en un motor de cuatro cilindros o de seis cilindros de 2.5 litros ampliado, el TR4A usó el mismo motor Standard de cuatro cilindros en línea con camisas húmedas de alto par y carrera larga montado en el TR4. Si bien el diámetro, la carrera y el desplazamiento se mantuvieron iguales, los cambios en la culata y los colectores elevaron la potencia neta a 104 HP (105,4 CV) y el par a 132 lb·pie (179 N·m), un aumento del 10 por ciento.
Además del aumento de ancho y la insignia IRS en la parte trasera del automóvil, otros cambios incluyeron una parrilla revisada y un nuevo emblema en el capó. También se dispuso una nueva línea de molduras cromadas en el lateral, comenzando cerca del borde trasero de la puerta y terminando en la parte delantera del automóvil con luces de señalización/marcadores integrados, que se movieron desde su posición anterior en las esquinas de la parrilla. Nuevos parachoques delanteros más pequeños y una capota convertible inspirada en la del Herald completaron las diferencias exteriores. En el interior, la palanca del freno de mano se movió al túnel de transmisión entre los dos asientos de diseño revisado, la palanca de cambio se acortó y el tablero de acero pintado de blanco ahora siempre estaba cubierto por nogal, que había sido opcional en el TR4.
En 1965, el TR4A IRS se vendía en el Reino Unido por aproximadamente 968 libras. La opción con ruedas con radios de alambre suponía 36 libras más, la sobredirecta otras 51, el calentador 13 más, y los cinturones de seguridad 4 libras cada uno.

## Carrocería

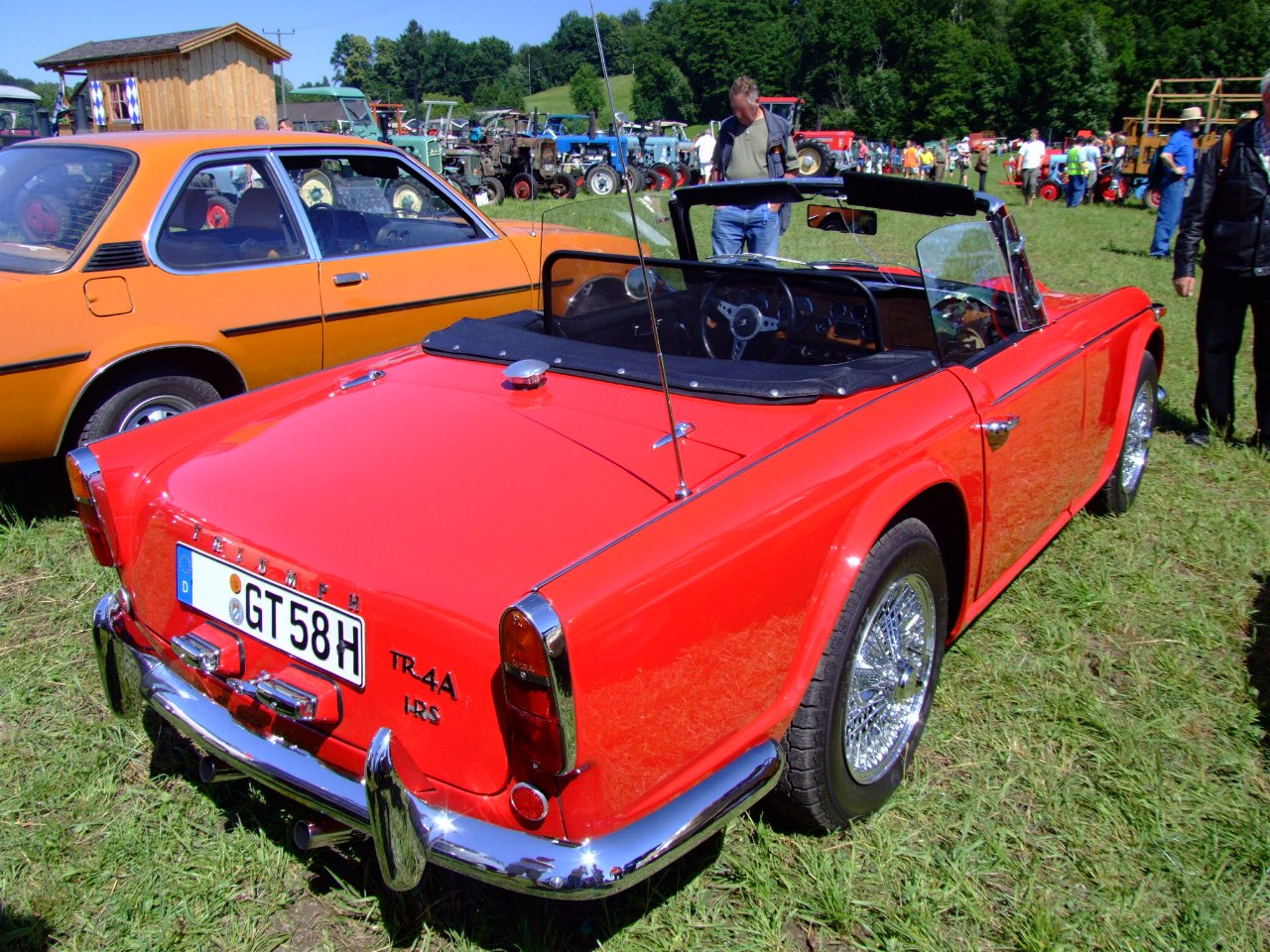
Vista posterior del TR4A, con el rótulo IRS

El TR4A continuó ofreciendo el sistema de techo duro "Surrey Top" como una opción. Este sistema de protección contra la intemperie consta de una luna trasera rígida, un panel de techo rígido extraíble y un panel de tela suave que era el techo Surrey real. La luna estaba unida a la parte trasera del área de pasajeros de forma semipermanente. El panel del techo o la parte superior suave del techo  Surrey cubría el espacio entre la parte superior del borde del parabrisas y la parte superior de la luna trasera, presagiando estéticamente la silueta de los coches con techo targa.

## Unidades sin IRS
En respuesta a las solicitudes de los distribuidores estadounidenses Bud Forman y Les Genser, Triumph desarrolló una versión del TR4A equipada con un eje rígido trasero al estilo del TR4 e hizo del IRS una opción con costo adicional para este mercado.
Para ubicar las ballestas reintroducidas, se agregaron soportes de resorte al chasis revisado. Los coches con el eje rígido trasero recibieron un número de puesta en servicio (Triumph no utilizó números de serie) que comenzaba con "CT", el mismo prefijo utilizado para el TR4. Los números de puesta en servicio de los vehículos equipados con el sistema IRS comenzaban con "CTC". El precio en los Estados Unidos era de algo menos de 2500 dólares.

## Automovilismo
Aunque la SCCA se negó a homologar la TR4A en 1965, Kas Kastner, Gerente de Competición de Triumph en EE. UU., y su TR4A "Super Stock" modificado pudieron ganar un Campeonato Nacional en la clase D en 1965 en Daytona, con el piloto Charlie Gates.
El Grupo 44 de Bob Tullius y otros corredores disputaron pruebas con éxito durante las temporadas de 1965 a 1973 con estos coches, acumulando un respetable número de pruebas finalizadas.
La cúspide de la historia de las carreras del TR4A es la victoria del equipo con tres TR4A IRS en la carrera de las 12 Horas de Sebring de 1966, terminando en primer, segundo y tercer lugar en su clase.

## Sucesor
En 1968, el venerable motor de cuatro cilindros del TR4A fue reemplazado por el motor Triumph de seis cilindros en línea de 2,5 litros. En el Reino Unido y la mayoría de los demás mercados, estaba equipado con el sistema de inyección de combustible de Lucas Industries y se denominó TR5. En los Estados Unidos, la presión de los precios y los estándares de emisiones más estrictos dieron como resultado un automóvil por lo demás idéntico pero mucho menos potente, equipado con dos carburadores Zenith-Stromberg, denominado TR250.

## Unidades conservadas
En el primer trimestre de 2011 había en el Reino Unido aproximadamente 789 ejemplares con licencia y 153 SORN registrados con DVLA.

## Especificaciones
- Motor: 2138 cm³ (2,1 L), 4 cilindros en línea, diámetro interior de 86 mm, carrera de 92 mm, relación de compresión 9: 1, 104 HP (105 CV).
- Radio de giro: 10,1 m (11 yd)
- Capacidades:

Depósito de combustible: 53,4 L (14,11 galAm)
Cárter del motor: 6,2 L (1,64 galAm)
Transmisión: 0,85 L (0,22 galAm)
- Aceleración :

30 a 50 mph (48,3 a 80,5 km/h): 8 s
40 a 60 mph (64,4 a 96,6 km/h): 8 s
60 a 80 mph (96,6 a 128,7 km/h): 11 s